# Ukrainische griechisch-katholische Kirche der Dreihändigen Gottesmutter

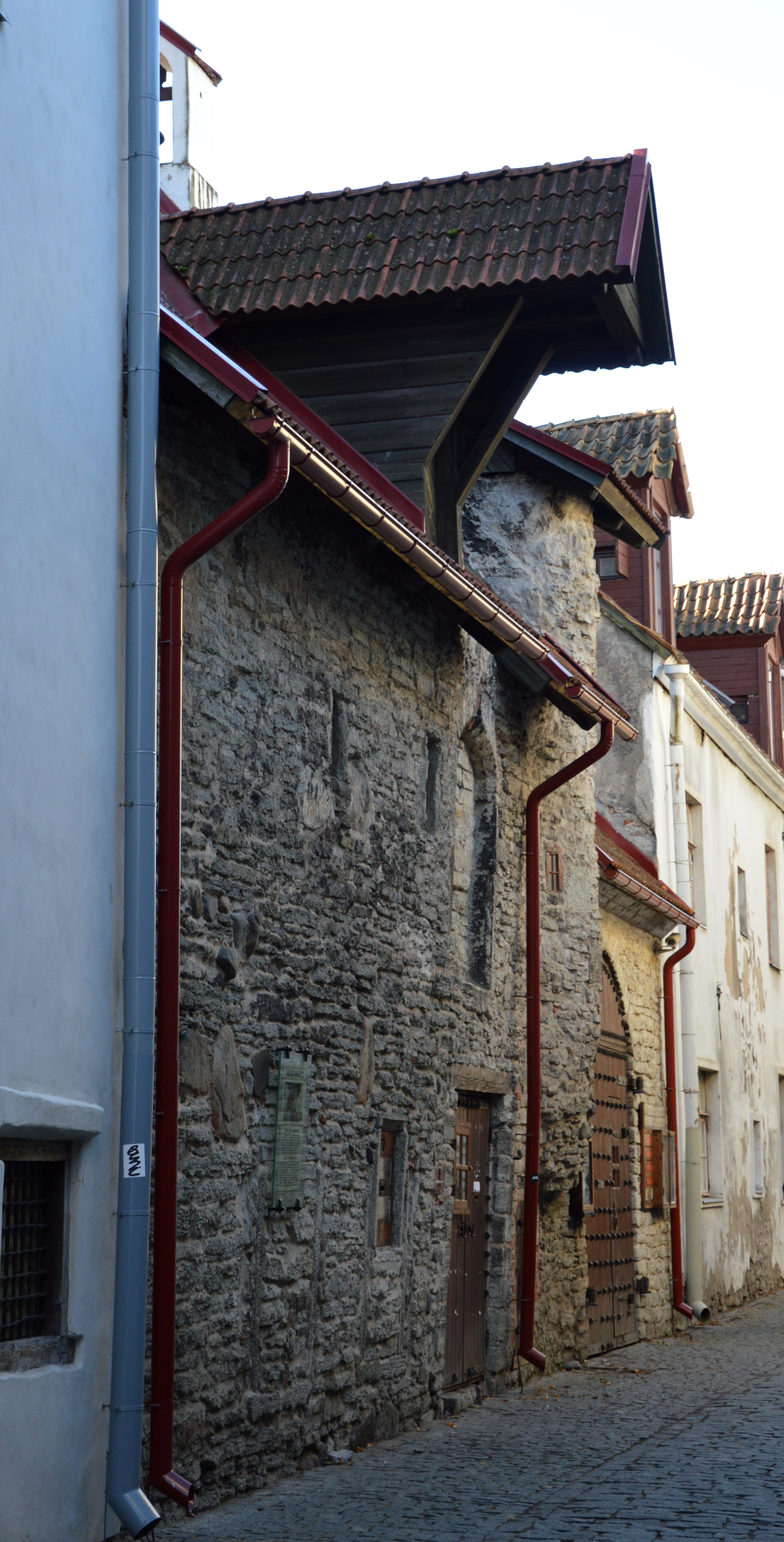
Ukrainische Griechisch-Katholische Kirche der Dreihändigen Gottesmutter

Die Ukrainische griechisch-katholische Kirche der Dreihändigen Gottesmutter (estnisch Tallinna Kolmekäelise Jumalaema kirik) ist eine Kirche der Ukrainischen griechisch-katholischen Kirche in der estnischen Hauptstadt Tallinn (Reval).

## Lage
Sie befindet sich in der Laboratoriumstraße 22 im nordwestlichen Teil der Revaler Altstadt.

## Architektur und Geschichte
Eine ukrainische Gemeinde bestand in Reval bereits seit dem 17. Jahrhundert. Die heutige Kirche ist in einem mittelalterlichen Kaufmannshaus untergebracht, das von der Kirchengemeinde zum Sakralbau umgebaut wurde. Geweiht ist die Kirche der Dreihändigen Gottesmutter, unter deren Schutz alle zu Unrecht Bestraften stehen sollen. Bei den Sanierungsarbeiten wurde eine Hand aus Ton gefunden. Sie befindet sich heute an einer Wand im Eingangsbereich. Menschen, die sich für zu Unrecht bestraft halten, aber auch unglücklich Verliebte, können Probleme und Bitten aufschreiben und durch eine straßenseitige Luke einwerfen. 
In der Kirche befindet sich eine Ikonostase von Pyotr Gumenyuk.
Der Kirche ist ein Kloster sowie ein ukrainisches Glaubens- und Kulturzentrum angegliedert. Ein kleines Museum zeigt ukrainische sakrale Kunst und Handwerk.